# Ne suis-je pas une femme ?
Cet article concerne l'essai de bell hooks. Pour le discours de Sojourner Truth, voir Ain't I a Woman?.
Ne suis-je pas une femme ? Femmes noires et féminisme  est le premier essai de l'écrivaine afro-américaine bell hooks. Publié aux Etats-Unis par South End Press en 1981 sous le titre Ain't I a Woman?: Black women and feminism, l'ouvrage tire son titre du célèbre discours de Sojourner Truth, « Ain't I a Woman? ». hooks y parle des effets du racisme et du sexisme sur les femmes noires, du mouvement des droits civiques, des mouvements féministes depuis les luttes pour le droit de vote jusqu'aux années 1970,.
L'ouvrage a été traduit en français en 2015 par Olga Potot, dans la collection Sorcières des éditions Cambourakis, et préfacé par la réalisatrice française Amandine Gay.